# Almugera Kabar
Almugera Raouf Mohammed Kabar (* 6. Februar 2006 in Bremen) ist ein deutscher Fußballspieler. Er ist flexibel auf der linken Außenbahn einsetzbar und steht bei Borussia Dortmund unter Vertrag. Mit der deutschen U17 wurde Kabar Welt- und Europameister.

## Karriere

### Verein
Der in Bremen geborene Kabar spielte zu Beginn seiner Vereinslaufbahn im Sauerland beim SV Hüsten 09. Als D-Jugendlicher war er für die Hammer SpVg aktiv, ehe er mit 13 Jahren in die Nachwuchsabteilung Borussia Dortmunds wechselte. Beim BVB lief Kabar ab der U17 hauptsächlich auf der linken defensiven Außenbahn auf, kam aber auch manches Mal als Stürmer zum Einsatz. In einigen Partien vertrat er darüber hinaus den Mannschaftskapitän Kjell Wätjen im Amt. In der Saison 2023/24 der A-Junioren-Bundesliga, die er mit Borussia Dortmund mit nur zwei Niederlagen als Meister der Weststaffel abschloss, schoss Kabar zwei Tore. Mehrere Spiele verpasste er im Herbst aufgrund einer Bänderverletzung. Im Meisterschaftsendspiel traf der BVB auf die TSG 1899 Hoffenheim und unterlag ihr.
Im Sommer 2024 gab Dortmunds Sportgeschäftsführer Lars Ricken an, den neuen Kapitän der Dortmunder U19 in der Spielzeit 2024/25 in die erste Mannschaft der Herren aufrücken zu lassen. Einer der Gründe hierfür war der Wechsel des linken Verteidigers Tom Rothe, woraufhin mit Ramy Bensebaini nur noch ein fester Spieler für diese Position verfügbar war. Sein Debüt im Erwachsenenbereich gab der 18-Jährige allerdings wie auch der Innenverteidiger Filippo Mané in der 3. Liga beim 1:1 der U23 gegen Hansa Rostock. Am 26. Oktober 2024 folgte sein erster Einsatz in der Bundesliga, als er in der 68. Minute gegen den FC Augsburg für Julian Ryerson eingewechselt wurde. In der Nachspielzeit wurde Kabar durch wiederholtes Foulspiel auch gleich erstmals mit Gelb-Rot vom Platz gestellt. Es folgten weitere vereinzelte Spiele für die Herrenmannschaften (unter anderem ein Startelfeinsatz beim 2:3 gegen den amtierenden Meister Bayer 04 Leverkusen) und für die A-Jugend war Kabar überwiegend in der UEFA Youth League aktiv. In dieser scheiterten die Dortmunder gegen Real Madrid in der Zwischenrunde. Innerhalb der Winterpause verpflichtete die Borussia dann für die linke Außenbahn den Leihspieler Daniel Svensson.
Ende Februar 2025 erhielt der mittlerweile 18-Jährige seinen ersten Profivertrag, der bis zum 30. Juni 2028 gültig ist.

### Nationalmannschaft
Kabar spielte neunmal für die deutsche U16, ehe er im Sommer 2022 in die U17 aufrückte. In beiden Teams wurde er von Christian Wück trainiert. Im Rahmen der Qualifikation zur U17-EM 2023 steuerte der Flügelspieler zwei Tore und eine Vorlage bei und schaffte es, sich mit dem Team für die Endrunde zu qualifizieren. Für den Kader wurde er dann ebenso nominiert wie noch drei weitere Dortmunder Spieler, darunter Paris Brunner. Bei der EM gelang es den Deutschen, alle Spiele zu gewinnen, wobei man sich im Finale gegen Frankreich durchsetzte. Den Titel hatte seit 14 Jahren keine deutsche U17 mehr erringen können. 
Bei der ein halbes Jahr später stattfindenden U17-WM in Indonesien wurde Kabar nicht im Halbfinale eingesetzt, stand aber ansonsten in den restlichen Partien auf dem Feld. Im Finale trafen die Deutschen wieder auf die Franzosen und auch dieses Spiel um den Titel musste im Elfmeterschießen entschieden werden. Nachdem beispielsweise Paris Brunner verschossen hatte, traf Kabar seinerseits im letzten Versuch des Spiels, woraufhin der Titel des U17-Weltmeisters erstmals an eine deutsche Mannschaft ging.
Mit der deutschen U19-Nationalmannschaft nahm er an der U-19-Europameisterschaft 2025 teil und erreichte mit seinem Team das Halbfinale.

## Titel
- U17-Weltmeister: 2023
- U17-Europameister: 2023